# 28th Street (linea IRT Broadway-Seventh Avenue)
28th Street (IPA: [ˈtwɛnti-eɪtθ strit]) è una fermata della metropolitana di New York situata sulla linea IRT Broadway-Seventh Avenue. Nel 2015 è stata utilizzata da un totale di 4 665 377 passeggeri.

## Storia
La stazione venne aperta il 1º luglio 1918, come parte del prolungamento della linea IRT Broadway-Seventh Avenue compreso tra le stazioni di 34th Street-Penn Station e South Ferry. Il 30 marzo 2005 la stazione fu inserita nel National Register of Historic Places, per la sua rilevanza nel campo dei trasporti e dell'architettura di inizio XX secolo.

## Strutture e impianti
28th Street è una fermata sotterranea con due banchine laterali e quattro binari, i due esterni per i treni locali e i due interni per quelli espressi. Le due banchine non sono connesse tra di loro e hanno ingressi e tornelli separati.
La stazione è posizionata sotto Seventh Avenue e possiede un totale di sei ingressi: quattro presso l'incrocio tra Seventh Avenue e 28th Street e due all'incrocio tra Seventh Avenue e 27th Street, di fronte al Fashion Institute of Technology.

## Movimento
La stazione è servita dai treni di due linee della metropolitana di New York:
- Linea 1 Broadway-Seventh Avenue Local, sempre attiva;[7]
- Linea 2 Seventh Avenue Express, attiva solo di notte.[8]

## Interscambi
La stazione è servita da diverse autolinee gestite da NYCT Bus.
- Fermata autobus